# Ciudad Valles
Ciudad Valles é um município do estado de San Luis Potosí, no México.